# Ausdünnung

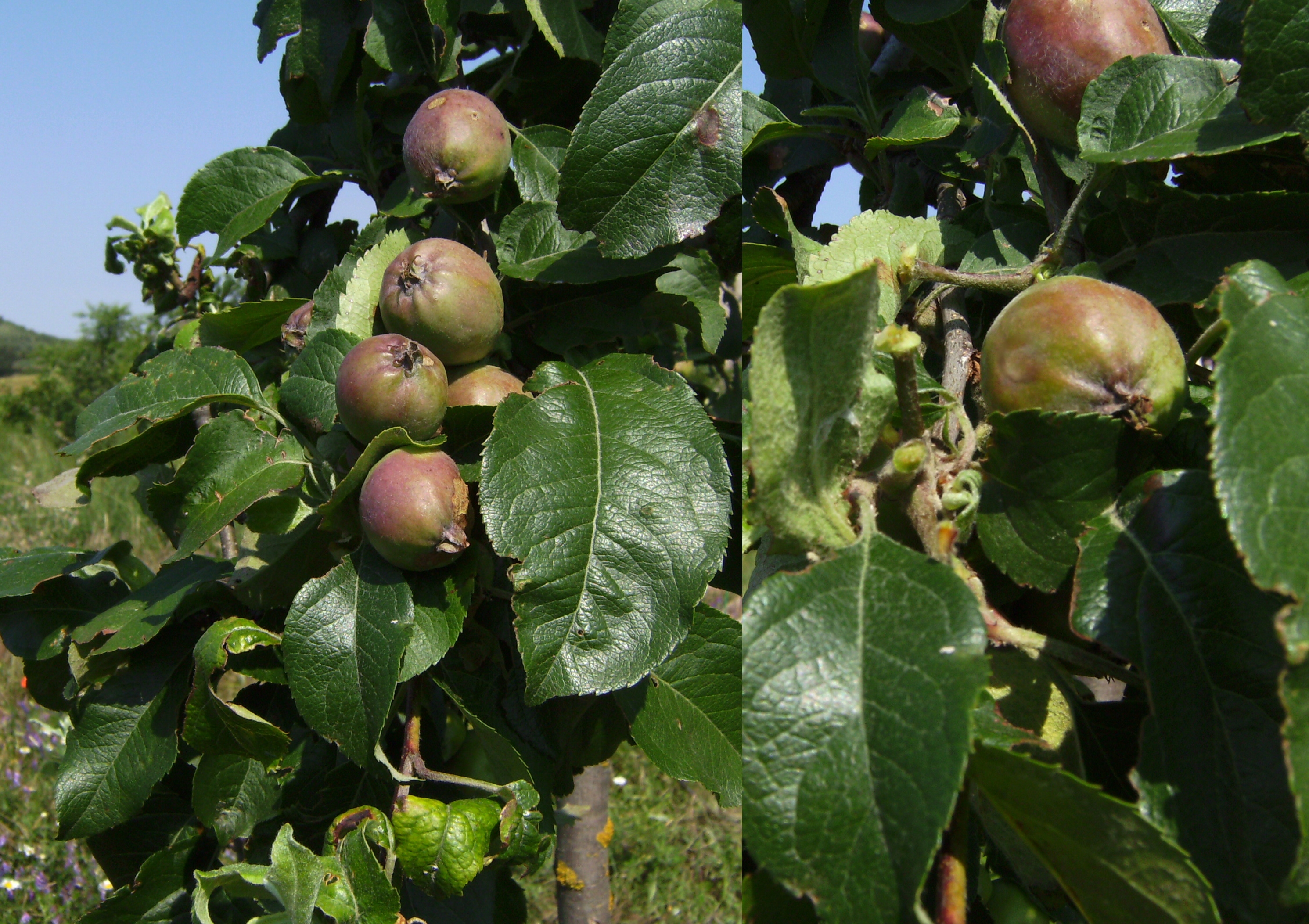
Apfelbaum vor (links) und nach (rechts) dem sehr späten Ausdünnen.

Als Ausdünnung bezeichnet man im Obstbau das Entfernen überzähliger Früchte vom Baum in der Wachstumsperiode. Ausdünnung kann mechanisch oder chemisch erfolgen. Im Erwerbsausbau dominiert die chemische Ausdünnung, die nur noch durch eine mechanische Ausdünnung ergänzt wird.
Ausdünnung wird vor allem aus drei Gründen durchgeführt: (1) um kleine Früchte zu entfernen, die kein Marktpotential haben. (2) um den verbleibenden Früchten mehr Nährstoffe zu belassen. (3) Ausdünnung beugt Alternanz vor.

## Ausgangslage

### Im Obstbau
Bei Kernobst reicht es, wenn etwa 5 bis 7 Prozent der Früchte zur Reife gelangen, um eine sogenannte "Vollernte" zu erzielen. Äpfel verlieren beispielsweise durch Blütenfall, Junifruchtfall und Vorerntefruchtfall bereits einen erheblichen Anteil ihrer Früchte. Trotzdem reichen die Nährstoffe des gesamten Baumes nicht, um alle Früchte zur vollen Größe und zum vollen Aroma zu bringen. Größere Früchte, bei denen automatisch der Anteil von Kerngehäuse und Schale an der Gesamtfrucht deutlich niedriger ist, erzielen einen höheren Marktwert und sind daher aus Sicht des Anbauers zu bevorzugen. Wichtig für die Fruchtgröße ist das Verhältnis von Blättern zu Früchten, wobei die größten Früchte bei einem Verhältnis von etwa 100 zu 1 entstehen.
Außerdem sorgen Ungleichmäßigkeiten in der Kohlenhydratverteilung für die Entstehung einer Alternanz-Folge. Die Ausdünnung entfernt frühzeitig weitere Früchte vom Baum, um eine optimale Ernte sicherzustellen, und um die Alternanz möglichst zu verhindern. Bei Sorten, die stark zur Alternanz neigen, kann es sein, dass stärker ausgedünnt wird, als für eine optimale Erntemenge nötig wäre, um ein Aufschwingen der Alternanz sicher zu verhindern.
Eine besondere Situation ergibt sich auf schwachwüchsigen Unterlagen. Hier beginnen die Bäume bereits im zweiten oder dritten Lebensjahr Früchte zu produzieren. Diese frühe Verlagerung der Assimilate in die Früchte hat einen ungünstigen Einfluss auf das Wachstum des jungen Baumes, der aufgrund der nun dort fehlenden Kohlenhydrate nur eine schwache Krone entwickeln kann. Um ein volles Auswachsen des Baums zu ermöglichen, werden die Blüten an besonders jungen Bäumen komplett entfernt.

### Im Weinbau
Im Weinbau findet Ausdünnung statt, um übervolle Trauben zu lichten. Bei einigen Weinsorten können kompakte, engbeerige Trauben zu schlechter Durchlüftung und damit zu Feuchtigkeit, mit der Folge einer Erhöhung der Schimmelgefahr innerhalb der Trauben führen.

## Zeitraum

### Blütenausdünnung
Je früher die Ausdünnung erfolgt, desto größer sind ihre Auswirkungen auf Ertrag und Alternanz. Die Blütenausdünnung, die Entfernung von Blüten am Baum, ist deshalb heute der wichtigste Schritt der Ausdünnung. Erfolgt die Ausdünnung aber noch im Stadium der Blüten, kann es dazu führen, dass unerwartete Spätfröste weitere Blüten zerstören, und insgesamt zu wenig Früchte wachsen.

### Ausdünnung nach der Blüte
Erfolgt die Ausdünnung bei Äpfeln mehr als einen Monat nach der Blüte, hat sie keine Auswirkung mehr auf die Alternanz der Bäume. Bei Bäumen, die an sich große Früchte haben, erfolgt die Ausdünnung relativ spät, um übergroße Früchte zu vermeiden. Da die Zellteilung an Äpfeln etwa vier bis sechs Wochen nach der Blüte aufhört, ist es für ihre endgültige Größe besonders wichtig, was in diesen vier bis sechs Wochen passiert. Die größere Fruchtgröße und größere Zahl der Zellen liegt vor allem an verstärkter Zellteilung, wenn der Baum gelichtet ist.

## Mechanische Ausdünnung
Die älteste im Obstbau angewandte Methode ist die mechanische Ausdünnung. Ursprünglich wurde dazu mittels Schlegeln überzählige Blüten beziehungsweise schwach wachsende Früchte vom Baum geschlagen. Diese Ausdünnung "per Hand" wird in modernisierter Form ausgeführt, und ist beispielsweise im Anbau von Äpfeln nach Ernte der Arbeitsgang für den am zweitmeisten Zeit verwendet wird. Oft findet heute diese Handausdünnung nur noch einmal spät im Jahr statt, um die vorhergehende chemische Ausdünnung nachzuregulieren.
In den letzten Jahren gewinnt die mechanische Ausdünnung wieder an Bedeutung, da diverse weit verbreitete chemische Ausdünner ihre Zulassung verloren, und kein adäquater Ersatz bereitsteht. Verbreitet in Deutschland ist beispielsweise der Tree-Darwin, der an einen Traktor montiert wird. An einer senkrechten rotierenden Spindel schlagen Plastikbündel horizontal in die Bäume und schlagen Blüten heraus. Die Technik kann sinnvoll nur zwischen schmalen Bäumen bis etwa 1,20 Meter Kronendurchmesser eingesetzt werden, da sie sonst die gut wachsenden Früchte außen am Baum entfernte und die schlecht wachsenden verschatteten im inneren des Baums übrig ließe. Das Gerät wurde 1990 von Hermann Gessler entwickelt. Neuer ist das Gerät vom Typ Bonn, das mehrere horizontale Spindeln besitzt, die in den Baum geführt werden. Das Gerät ist umständlicher in der Bedienung, aber flexibler. So können auch breitere Bäume, und damit auch andere Obstsorten als Äpfel behandelt werden. Für Steinobst gibt es seit einigen Jahren tragbare Geräte, mit denen auch hohe Kronen erreicht werden können. Hier ist die Spindel am Ende einer tragbaren Teleskopstange aufgebracht.

## Chemische Ausdünnung
Chemische Ausdünnung entstand vor allem aus dem Bestreben heraus, den Arbeitsaufwand für die Ausdünnung zu verringern. In Deutschland sind dabei zwei Methoden verbreitet: Verringerung der Photosynthese zum Stressaufbau in der Blütezeit, oder die Abgabe von Ethylen, um die Ablösung von der dann 10 bis 24 Millimeter großen Früchte zu befördern. Bei der ersten Methode wird während der Blütezeit die Photosyntheseleistung des Baums durch Ammoniumthiosulfat (integrierter Anbau) beziehungsweise Schwefelkalk (ökologischer Anbau) herabgesetzt. Der Baum gerät in Stress und stößt weitere Blüten ab. Bei der zweiten Methode kommen Benzylaminopurin oder Ethephon (integrierter Anbau) zum Einsatz. Das führt zur Ausbildung der bereits angelegten Trennschicht am Grunde des Blütenstiels, und zur Trennung von der Frucht.
Die chemische Ausdünnung muss aus gesetzlichen und praktischen Gründen in einem relativ engen Zeitfenster erfolgen. Die Wirkung der Mittel hängt stark von den Witterungsbedingungen ab, die zur Zeit der Ausbringung herrschen, und nicht immer fallen mögliches Zeitfenster und geeignete Witterung zusammen. Andere Stoffe, die zur Ausdünnung eingesetzt werden, sind Naphthylacetamid, Ammoniumthiosulfat, Benzylaminopurin und 1-Naphthylessigsäure.
Im Weinbau erfolgt chemische Ausdünnung vor allem durch den Einsatz von Phytohormonen, zum Beispiel Gibberellinsäure.

## Folgen
Früchte von ausgedünnten Bäumen sind größer und kräftiger ausgefärbt. Sie sind allerdings auch anfälliger gegen einige Krankheiten wie Stippe und können eher an Calciummangel leiden. Die Früchte sind zudem tendenziell weniger fest. Im Baden-Württembergischen Apfelanbau lag im Jahr 2013 der Ertrag etwa bei 1000 bis 2000 Euro/Hektar, die sich durch Ausdünnung noch erhöhen ließen.

## Geschichte
Die ältesten schriftlichen Quellen, die von überzähligen Früchten und ihrer mechanischen Verringerung berichten, stammen von Theophrastos von Eresos aus dem 4. Jahrhundert vor Christus. Im 20. Jahrhundert setzte sich die Erkenntnis durch, dass frühzeitiges Ausdünnen bereits bei der Blüte die Neigung zur Alternanz verringert. Die ersten großangelegten Versuche zur chemischen Ausdünnung erfolgten in den USA 1934 durch Auchter und Roberts. Die Chemikalien dieser Zeit dünnten aber nicht nur die Früchte aus, sondern sorgten auch für Entlaubung und Schäden an den verbliebenen Früchten.
Der erste, in großem Maßstab kommerziell eingesetzte Ausdünner war Elgetol, das seit den 1940ern regelmäßig angewendet wurde. 1990 verlor dieser Stoff in den USA seine Zulassung durch die Environmental Protection Agency.